# Ophiochiton agassizii
Ophiochiton agassizii is een slangster uit de familie Ophiochitonidae.
De wetenschappelijke naam van de soort werd in 1899 gepubliceerd door Addison Emery Verrill.